# Deutsches Ausland-Institut

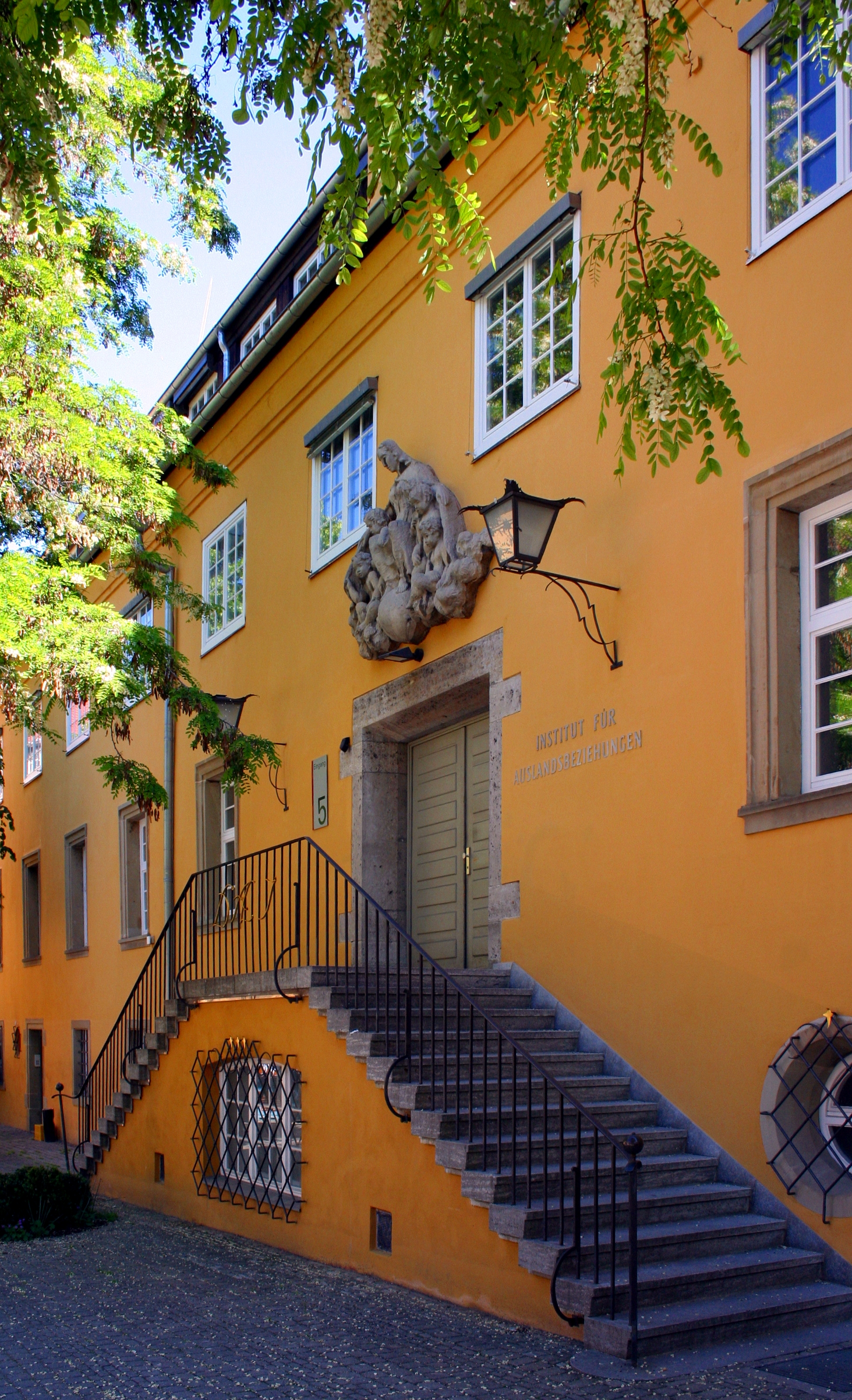
Das Haus des Deutschtums in Stuttgart war seit 1925 Sitz des DAI

Das Deutsche Ausland-Institut (DAI) wurde am 10. Januar 1917 als „Museum und Institut zur Kunde des Auslandsdeutschtums und zur Förderung deutscher Interessen im Ausland“ vom Unternehmer Theodor Wanner, der auch Vorsitzender des Instituts wurde, in Stuttgart gegründet. Neben seiner Hauptaufgabe – der umfassenden Dokumentation aller deutschen Volkstumsgruppen im Ausland – widmete es sich der Beratung und Betreuung Auswanderwilliger.

## Anfangsjahre
Das DAI wurde überwiegend vom Reichsinnenministerium finanziert, daneben vom Außenministerium, zu kleineren Teilen vom Land Württemberg und der Stadt Stuttgart. Beim DAI wurden die Zeitschriften „Der Auslanddeutsche. Halbmonatsschrift für Auslanddeutschtum und Auslandkunde“ sowie eine „Schriftenreihe des deutschen Auslandsinstituts“ herausgegeben. Das Institut stand bis zur Übernahme durch die Nationalsozialisten in der Tradition des Liberalismus auf dem Boden der Weimarer Republik. Martin Seckendorf konstatierte dagegen: „Die vom DAI massenhaft verbreitete Volksgemeinschaftsideologie erlangte enorme staatstragende Bedeutung, hatte aber zunehmend einen hohen Affinitätsquotienten zu faschistoiden Volkstumstheoremen, was sich gegen Ende der Weimarer Republik unter anderem in der Terminologie und auch in der Arbeit des Instituts niederschlug...“ Selbst der liberale Vorsitzende Wanner äußerte bereits 1927, die Deutschen seien ein „Volk ohne Raum“. Er forderte die Ansiedlung deutscher Bauern in den „entvölkerten Ostgegenden und Ödgebieten“.

## Zeit des Nationalsozialismus

Briefkopf von 1937

Am 8. März 1933 war der Generalsekretär des DAI, Fritz Wertheimer, seit 1918 Generalsekretär des DAI, durch die örtliche SA der Zutritt zum DAI aufgrund Wertheimers jüdischer Abstammung verwehrt worden. Der von NS-Kreisen abgesetzte und durch den NSPAP-Oberbürgermeister von Stuttgart Karl Strölin ersetzte Vorstandsvorsitzende des DAI, Theodor Wanner, wurde am 13. März 1933 in seiner Wohnung überfallen. In den folgenden zehn Tagen war Wertheimer auf einer geplanten Vortragsreise, bei der er, diesmal in Wilhelmshaven und Kiel vor Admiralen der Reichsmarine, routiniert über das Deutschtum sprach. Wertheimer wurde nach seiner Rückkehr gezwungen, Urlaub zu nehmen.
Hans Steinacher, der im April 1933 zum Vorsitzenden des Volksbundes für das Deutschtum im Ausland (VDA) gewählte österreichische Nationalsozialist, und Robert Ernst, Vorsitzender des Schutzbundes für die Grenz- und Auslandsdeutschen, wurden anschließend Mitte Juni vom Reichsinnenministerium, welches das DAI überwiegend finanzierte, mit der Reorganisation des DAI in Stuttgart beauftragt. Ernst meldete dem württembergischen Ministerpräsidenten Christian Mergenthaler am 21. Juni 1933 die erfolgreiche, nur vorübergehende Übertragung der Institutsleitung auf Steinacher, Ernst und einen „Dr. Krehl“. Fortan wurde das DAI von „im Volkstumskampf bewährten“ Siebenbürger Sachsen Richard Csaki als Generalsekretär und dem neuen Stuttgarter Oberbürgermeister und Nationalsozialisten Karl Strölin als Präsident geführt, der für die Stadt 1936 den NS-Ehrentitel Stadt der Auslandsdeutschen holte.
Die Tätigkeitsfelder des DAIs änderten sich. Anstelle der abnehmenden Auswandererberatung wurden zunehmend Auslandskontakte zu „volksdeutschen“ Organisationen und Einzelpersonen geknüpft. Der Etat des DAIs stieg vor allem von 1933 bis 1938 stark an, dann schloss sich das DAI enger an die Volksdeutschen Forschungsgemeinschaften bzw. die Volksdeutsche Mittelstelle an, die für den Nationalsozialismus eine zentrale Rolle in der Abstimmung der Volkstumsforschung spielten. 1939 kam Guido Waldmann an das DAI, um hier eine Arbeitsstelle für deutsche Musik im Ausland aufzubauen, die als Stuttgarter Außenstelle des Berliner Staatlichen Instituts für Musikforschung geführt wurde.
1941 übernahm der Nationalsozialist Hermann Rüdiger die Leitung, der schon vorher die Schriftleitung des „Auslandsdeutschen“ hatte. Zwei Jahre später, 1943 wurde das DAI, wie die gesamte Volkstumsforschung, der Volksdeutschen Mittelstelle unterstellt. Diese war 1941 zum SS-Hauptamt erhoben worden und damit stand das DAI endgültig unter dem direkten Einfluss der SS und wurde ausschließlich deren Handlungsgehilfe.
Das DAI wurde nach 1937 immer stärker zum Instrument der nationalsozialistischen „Rassepolitik“, des Missbrauchs deutscher Minderheiten im Ausland als „fünfte Kolonne“ und Mitorganisator der NS-Umsiedlungspolitik. Es trieb revisionistische Propaganda, leitete Informationen über das Ausland, die mehr und mehr nachrichtendienstlich über die dort lebende Deutsche beschafft, an Nazistellen weitergegeben wurden. Es beteiligte sich an der „ethnischen Neuordnung“ Osteuropas und engagierte sich in der sogenannten Sippenkunde. Für „Verdienste um das Auslandsdeutschtum“ vergab es großzügig Ehrungen, z. B. den „Deutschen Ring“, zuletzt 1934 an Adolf Hitler, und goldene und silberne „Ehrenplaketten“.
Nach dem Krieg wurde das DAI von den amerikanischen Besatzungsbehörden als „belastet“ eingestuft. Diese Qualifizierung hinderte aber weder eine Wiedereröffnung 1951 unter dem neuen Titel Institut für Auslandsbeziehungen, noch schadete sie einer weiteren Karriere mehrerer beim DAI beschäftigten „Volkstumswissenschaftler“.

## Leiter des Instituts
- Theodor Wanner (1875–1955) – Gründer 1917
- Fritz Wertheimer (1884–1969) – Generalsekretär ab 1918
- Robert Ernst (1897–1980) – nach Amtsenthebung von Wanner und Wertheimer 1933 mit der Neubesetzung beauftragt
- Hans Steinacher (1892–1971) nach Amtsenthebung von Wanner und Wertheimer 1933 mit der Neubesetzung beauftragt
- Dr. Krehl nach der Amtsenthebung von Wanner und Wertheimer 1933 mit der Neubesetzung beauftragt
- Karl Stöhlin (1889–1963) – übernahm als Oberbürgermeister von Stuttgart Mitte 1933 die Leitung des Instituts, wird als Präsident eingesetzt
- Richard Czaki (1886–1943) – wurde Ende 1933 als Institutsleiter eingesetzt
- Hermann Rüdiger (1889–1946) – übernahm 1941 die Leitung des Instituts
- Mitte 1945 wurde das Institut durch die amerikanische Besatzungsmacht als „belastet“ eingestuft